# John Taylor (1834-1922)
Pour les articles homonymes, voir John Taylor et Taylor.
Sir John Taylor, né le 20 octobre 1834 à Coddenham, Suffolk, Angleterre, et mort à Cannes le 21 avril 1922, est un jardinier paysagiste anglais, devenu agent immobilier sur la Côte d'azur française.
Il est une figure emblématique de l’amitié franco-britannique et du développement touristique de la Côte d’azur à l’époque où l'aristocratie européenne  commence à résider dans le sud-est de la France.

## Biographie
Remarqué par Sir Thomas Woolfield, richissime négociant anglais, il est engagé à 20 ans par ce dernier pour s'occuper de ses propriétés à Cannes. Il est d'abord chargé d'aménager le parc de la Villa Victoria  qui descend jusqu'à la mer. Le jeune botaniste y dispose d'un budget sans limite qui lui permet de laisser libre cours à son esprit créatif. Il introduit ainsi de nombreuses espèces, dont le premier spécimen d'eucalyptus, venant du Royal Botanic Garden de Sydney. Vers 1860, Thomas Woolfield commence la construction du château des Tours, sur un terrain très dénivelé. John Taylor est chargé de l'aménagement du parc. Il y introduit de nombreuses espèces végétales inconnues ou peu connues en France, bambous, palmiers, araucarias, ficus, yuccas, bougainvilliers, mimosas, camélias... Le parc devient la référence de l'aménagement des jardins anglais sur la Côte d'azur et établit définitivement la réputation du paysagiste.
Au cours de sa carrière, sa clientèle, sa connaissance de la région ainsi que les relations qu'il entretient avec les habitants font de lui un personnage prépondérant du paysage cannois et c’est ainsi qu’il est sollicité pour trouver et négocier les plus belles demeures et les meilleurs terrains à la vente. Son succès est tel qu’en 1864, à l’âge de trente ans, il crée avec le banquier Philip Ridett la toute première agence immobilière de Cannes et une des premières agences européennes, rue de Fréjus. Il crée aussi L'Indicateur de Cannes, hebdomadaire donnant la liste des hivernants, des réceptions et fêtes, ainsi que celle des locations.
Il crée aussi un établissement bancaire pour que les clients puissent déposer des fonds ainsi qu'un service de garde-meubles et de bagages et prospère très rapidement du fait de la faillite de la banque de son compatriote Barbe-Patterson au même moment. 
John Taylor devient en novembre 1984 vice-consul britannique de Cannes et reçoit le 20 octobre 1909 des mains du roi Édouard VII l'ordre royal de Victoria.
Son fils crée en 1926 John Taylor Assurances et ouvre une première succursale immobilière à Nice, puis d'autres sur la Côte d'azur. Un réseau d'agences immobilières de prestige en Europe porte le nom de John Taylor.
Décédé à 87 ans, John Taylor repose au cimetière du Grand-Jas, de même que Sir Thomas Woolfield.